# Université technique d'État de l'Azov
L'université technique d'État de l'Azov  de Marioupol (en ukrainien : Приазовський державний технічний університет), est un établissement d'enseignement supérieur fondée en 1929.

## Historique
Les premiers bâtiments datent de 1910 par l'architecte Victor Nilsen, c'était une école diocésaine. L'université compte actuellement douze bâtiments.

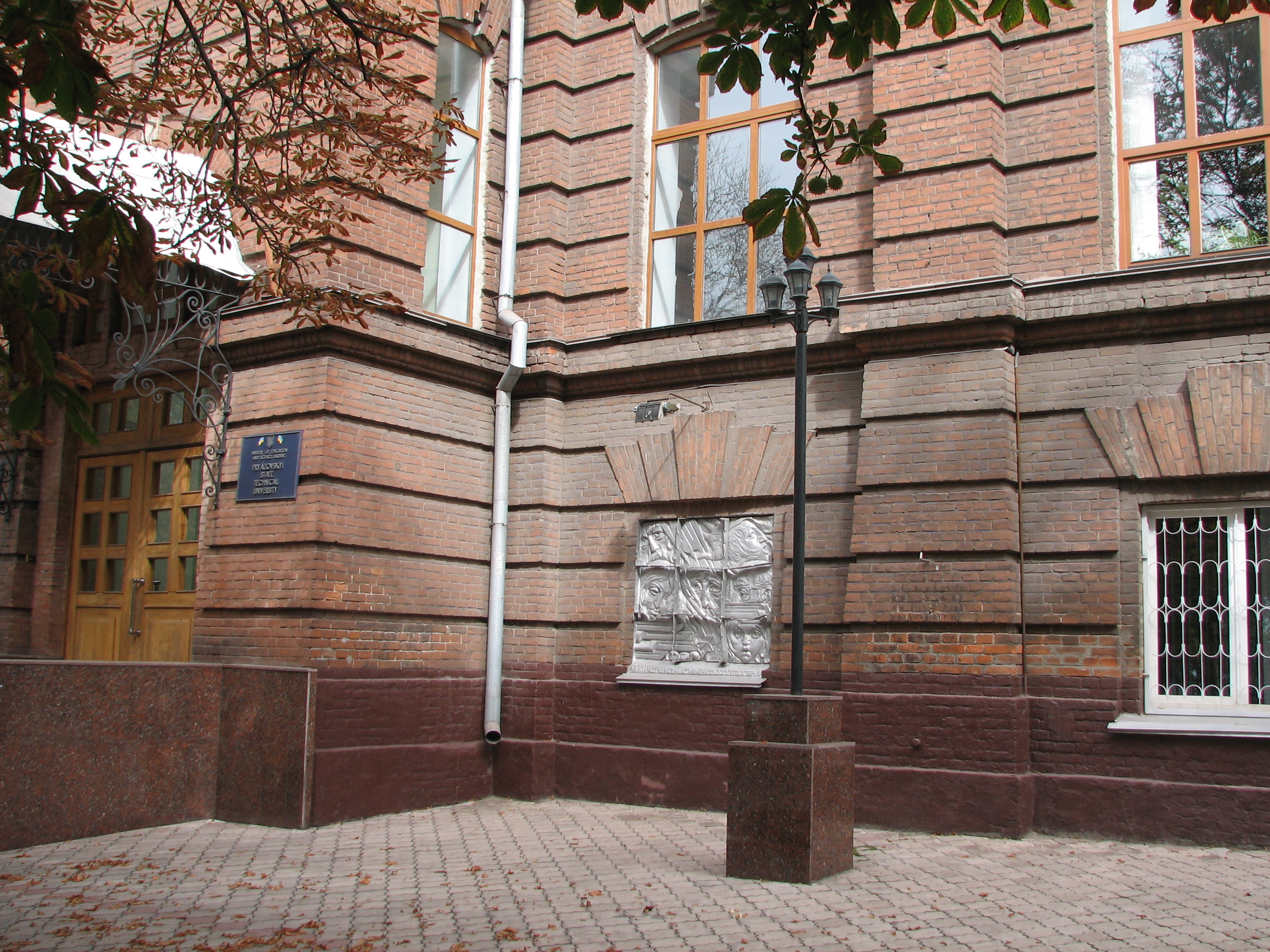
Plaques commémoratives, du ghetto et du classement au registre national.

## Enseignement
Elle compte cinq instituts, dix facultés ayant quarante deux départements, quatre collèges.

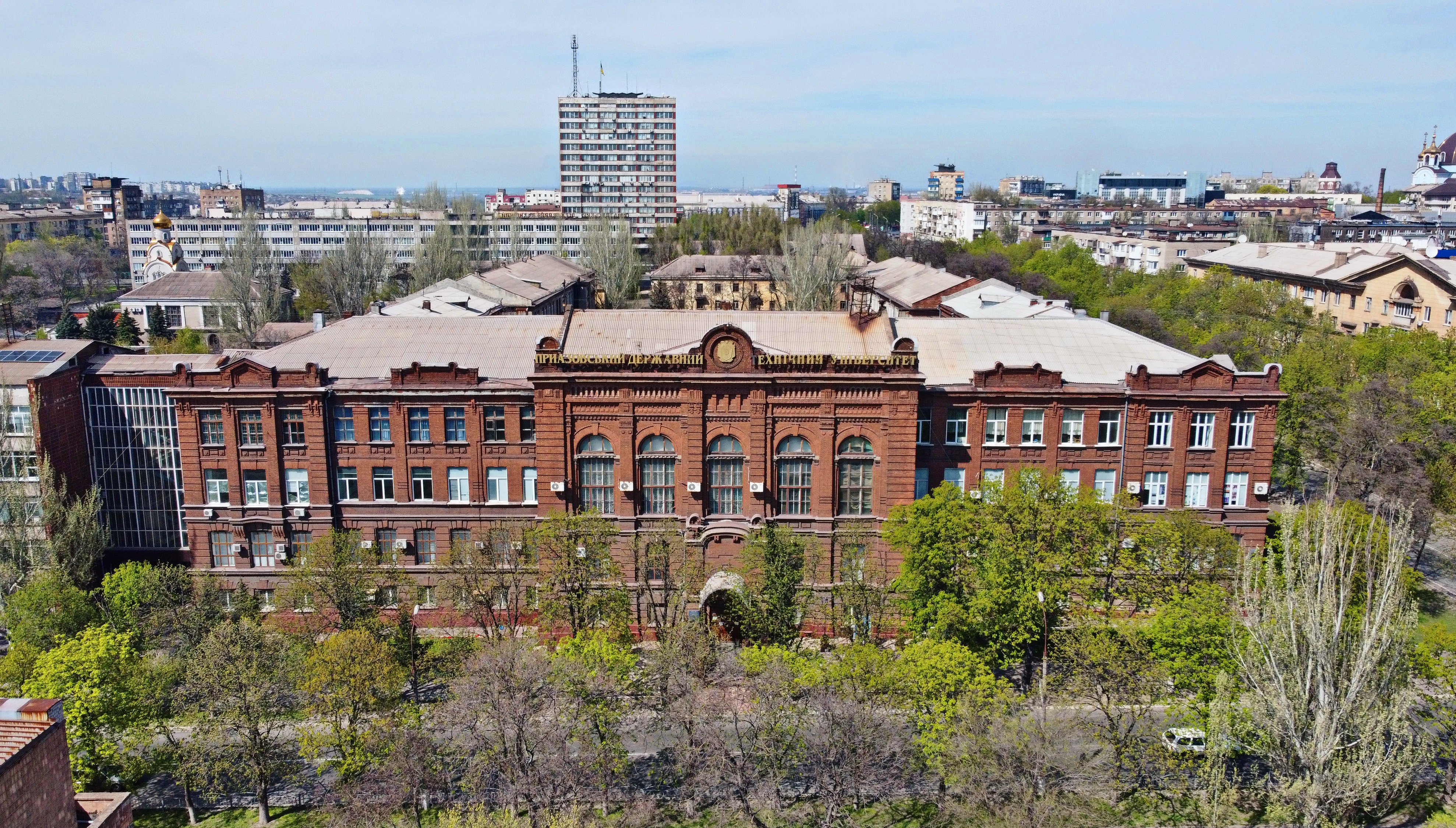
Par un vue aérienne.